# كزافييه دومونتبان
ولد كزافييه في أبرمونت بهوتسارت عام 1823 وتوفي في باريس عام 1902 كاتب فرنسي ومؤلف روايات متسلسلة ومآسِ شعبية، نشر عام 1862 حلقات مسلسل روائي جديد بعنوان ((طبيب الفقراء)), لاقت رواجا منقطع النظير. نال شهرة واسعة كروائي شعبي إضافة إلى أنه كان مؤلف رواية كانت الأكثر مبيعا في القرن التاسع عشر ((بائعة الخبز)) صدرت عام 1889, واقتبست بالتوالي في المسرح والسينما والتلفزيون.

## مؤلفات
- بائعة الخبز
- فرسان لانسكونه
- عربة جياد الرقم13
- بنات المشعوذ
- فتيات الجبس
- طبيب الفقراء
- مقمرة السيدات
- سمو الحب
- الأمير توتور
- كبريتيك الزاج
- الأخت سوزان
- جوهرة القصر الملكي
- بدايات نجمة
- الوصية الحمراء
- الصغيرة المحببة
- الأم الشرسة ابنة المجنون
- قراصنة نهر السين
- ساحرة الصفصاف
- الجائزة الكبرى
- المشنوق
- ابن عائلة
- العرافة: ڤوبارون البيضاء
- اقتناص الميداليات
- آخر سلالة كورتناي
- اعترافات متشرد
- عميل الشرطة
- وردة في المزادات
- حورية البحر
- عياشة الماضي
- متنزه الظبيات
- تجارة الرقيق الأبيض
- دمى السيدة لوديابل

8آنسه ميلي

## روابط خارجية
- كزافييه دومونتبان على موقع IMDb (الإنجليزية)
- كزافييه دومونتبان على موقع ألو سيني (الفرنسية)
- كزافييه دومونتبان على موقع ديسكوغز (الإنجليزية)
- كزافييه دومونتبان على موقع قاعدة بيانات الفيلم (الإنجليزية)
- كزافييه دومونتبان على موقع كينوبويسك (الروسية)